# Museo dell'Opera di Guido Calori

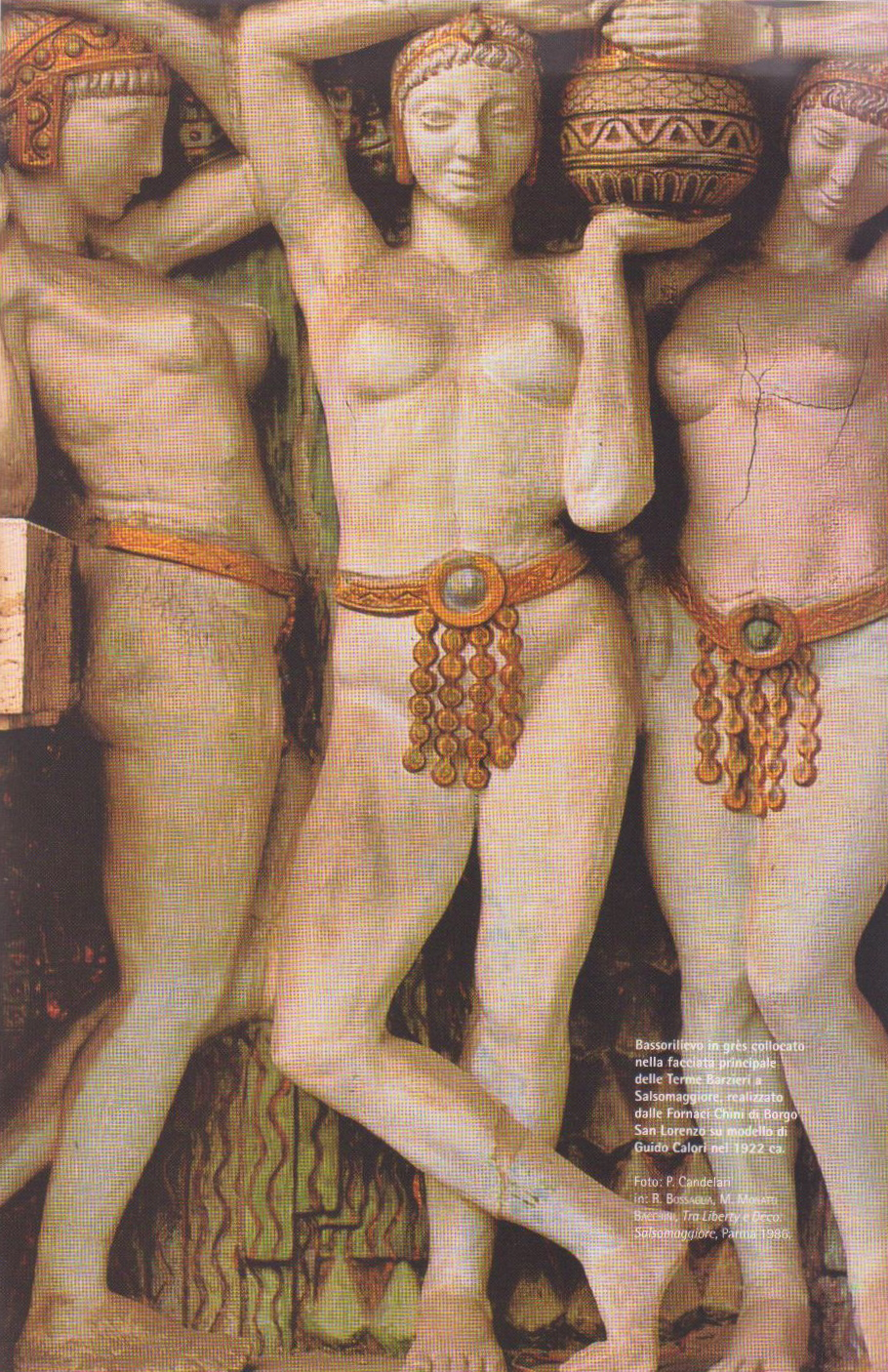
Particolare delle decorazioni plastiche delle Terme di Salsomaggiore realizzate da Guido Calori, 1922 ca.

Il Museo dell’Opera di Guido Calori è un museo d'arte di San Gemini, in Umbria. Esso conserva un cospicuo gruppo di opere di scultura (realizzate tra il 1908 ed il 1953), la quasi totalità dei dipinti, dei documenti grafici e degli strumenti di lavoro dell'artista romano. 
Il museo si trova all'interno dell'ex convento delle clarisse di San Gemini situato nel Rione Rocca.

## L'opera artistica di Guido Calori

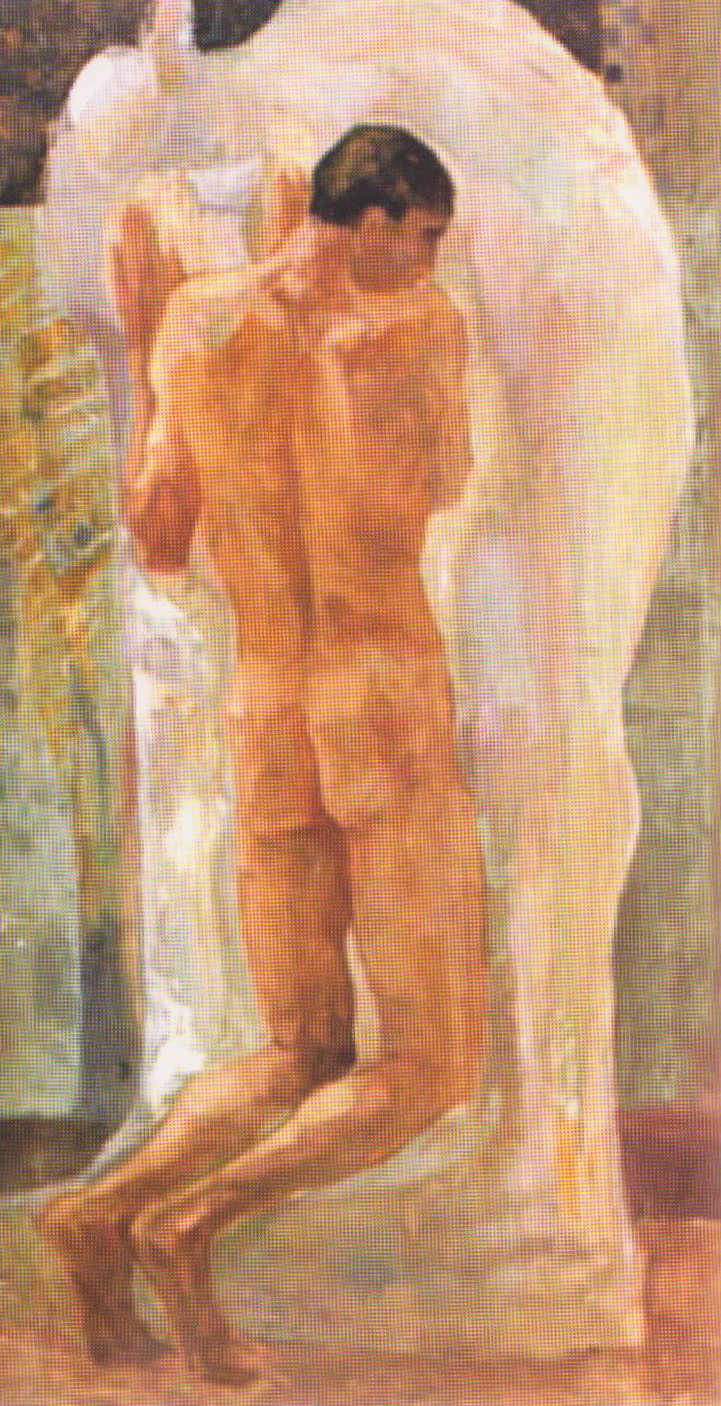
G. Calori, Pigmalione, olio su tela, 205 x 113, 1912 ca.

Guido Calori è conosciuto fondamentalmente come scultore, poiché ha maggiormente praticato ed insegnato questo tipo di arte. La sua personalità artistica è stata però molto più complessa e ricca, avendo egli lavorato ed ottenuto lusinghieri riconoscimenti anche nei settori della Decorazione Artistica ed Architettonica, dell'Architettura, della Pittura, della Letteratura d'Arte. 
Oltre ad aver lavorato sin da molto giovane (1904) alle decorazioni interne a Villa Blanc in Roma, a quelle del salone delle feste del Grand Hotel della Fonte di Fiuggi (1912), ha realizzato importanti opere decorative alle Terme Berzieri di Salsolmaggiore in collaborazione con Galileo Chini; ha partecipato come singolo concorrente nel 1929 al concorso internazionale, tenuto a Madrid, per la realizzazione di un monumento-faro dedicato a Cristoforo Colombo in Santo Domingo, ha vinto per due volte (1912 e 1921) il premio Poletti dell'Accademia di San Luca per la letteratura d'arte ed ha scritto testi inediti di storia dell'arte e di anatomia, redatti in italiano, francese, inglese e tedesco; ha partecipato con opere di pittura sin dal 1912 a mostre ufficiali esponendo solo pochi dei tanti quadri da lui realizzati; a partire dagli anni '40 e '50 ha prodotto una nutrita serie di dipinti in stile fiammingo (tipo Terborch) grazie anche ad approfonditi studi condotti su Vermeer e la scuola di Delft; ha insegnato tutte queste materie in quattro lingue presso le Accademie di Belle Arti di Firenze, Bologna, Napoli e Roma e nella scuola privata da lui organizzata in Firenze nei primi anni '20 del secolo scorso.
Per tali motivi, quando le sue opere rimaste alla famiglia sono state raccolte in un complesso unitario è stato deciso di denominarlo Museo dell'Opera, in quanto contenitore di molti dei suoi contributi nei vari settori artistici ai quali si è dedicato e nei quali ha ottenuto importanti risultati degni di essere consegnati alla storia ed allo studio degli specialisti.
Al fine di assicurare a questa iniziativa una prospettiva di lungo respiro, è stato deciso che tutto il complesso museale, edificio, opere artistiche, raccolte, archivi, fossero posti in carico ad una Fondazione, ovvero un soggetto svincolato dalla vicende personali e familiari che potessero un giorno determinare la dissoluzione del complesso di opere e materiali oggi riuniti.

## La Fondazione
La Fondazione Museo dell'Opera di Guido Calori ha sede in San Gemini, in provincia di Terni ed accoglie la quasi totalità dei dipinti, dei documenti grafici e degli strumenti di lavoro dell'artista romano.
Tutti questi materiali provengono dai vari studi che l'artista ha avuto negli anni '20 a Firenze (via Panicale 8) e dal 1930 a Roma, presso l'Accademia di Belle Arti (passeggiata di Ripetta) e poi in via Pinciana (di proprietà del Comune di Roma), quest'ultimo adiacente a quello del pittore Amerigo Bartoli Natiguerra.
Nel 1955, essendo andato in pensione dall'insegnamento, Guido Calori lasciò il suo studio presso l'Accademia di Belle Arti, radunando tutti i suoi lavori nello studio di via Pinciana. Dopo la morte dell'artista, avendo il Comune di Roma rifiutato di ospitarvi un piccolo museo con le opere che la famiglia aveva offerto in donazione, gli eredi furono costretti ad un frettoloso sgombero ed a conservare tutte le opere che vennero trasferite a metà degli anni '80 nell'attuale sede di San Gemini. 
L'insieme delle opere di Guido Calori e l'edificio che le ospita, sono state dichiarate di eccezionale valore storico-artistico e dunque sottoposti a vincolo da parte della Soprintendenza ai Beni Artistici sin dal 1991 ed in seguito, nel 1992, anche l'archivio è stato vincolato dalla Soprintendenza Archivistica.

## La Fondazione e le sue attività

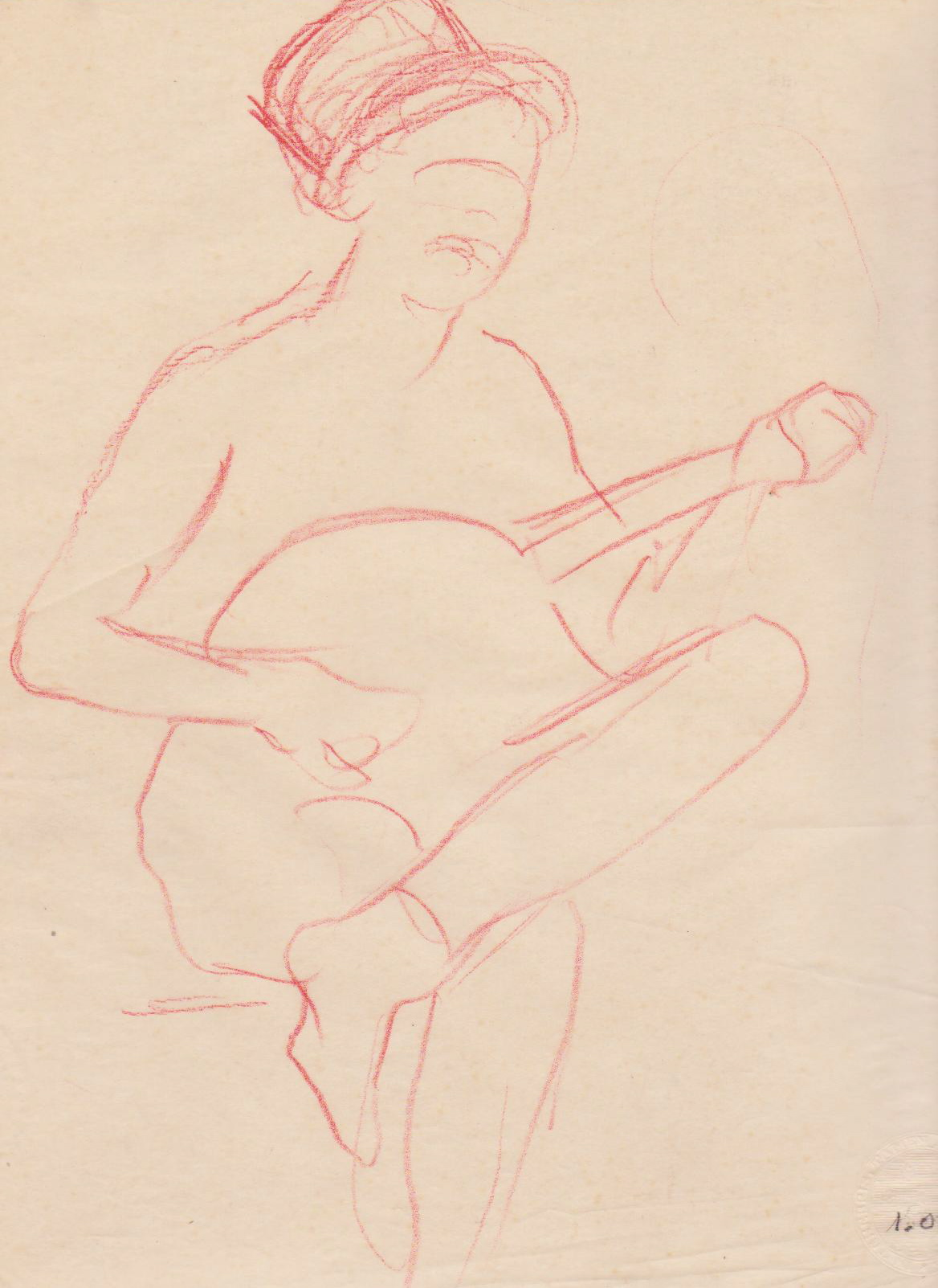
G. Calori, disegno preparatorio, 1930 ca.

La Fondazione è stata costituita nell'ottobre del 2002 ed ha avuto riconoscimento giuridico nel mese di luglio del 2003. I soci fondatori sono i nipoti, Anna Mastino e Giovanni Mastino Calori con la moglie Elisabetta Guidi che, coadiuvati da un Consiglio d'Amministrazione e da un Conservatore (Michele Benucci), perseguono il fine di tutelare e valorizzare l'opera dell'Artista, approfondire la conoscenza dei valori storici e culturali della città di San Gemini e di promuovere la cultura più in generale, come espressamente sancito dall'Art. 3 dello Statuto. 
Oltre ad ospitare molte manifestazioni artistiche (pittoriche, storiche, musicali, teatrali, ecc.) nei propri spazi (il chiostro del Museo) la Fondazione ha accolto donazioni di artisti che sono stati allievi di Calori (Duilio Rossoni) o estimatori della sua arte (Francesco Parisi Archiviato il 28 settembre 2015 in Internet Archive. e Roberto Cuccaro) ed ha organizzato nei suoi spazi delle mostre per far conoscere al pubblico le opere di questi artisti. Dal 2006 al 2010, nell'ambito della manifestazione Cantieri d'Arte, in collaborazione con l'Associazione Universitaria Spatrimonio (Università degli Studi della Tuscia di Viterbo) sono state ospitate installazioni site specific degli artisti Paul Wiedmer, Riccardo Murelli e Flavio Favelli.

## Bibliografia

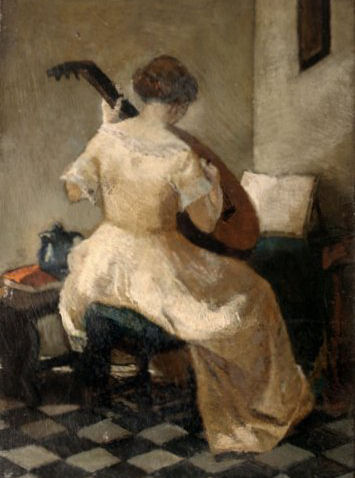
G. Calori, Suonatrice di liuto, olio su tavola, metà XX secolo